# Bacillus anthracis
Bacíllus ánthracis (лат.) (сибиреязвенная палочка) — вид грамположительных спорообразующих бактерий. Возбудитель сибирской язвы. Первый доказанный возбудитель заболеваний человека, выделен в чистую культуру Р. Кохом в 1877 году.

## Биологические свойства

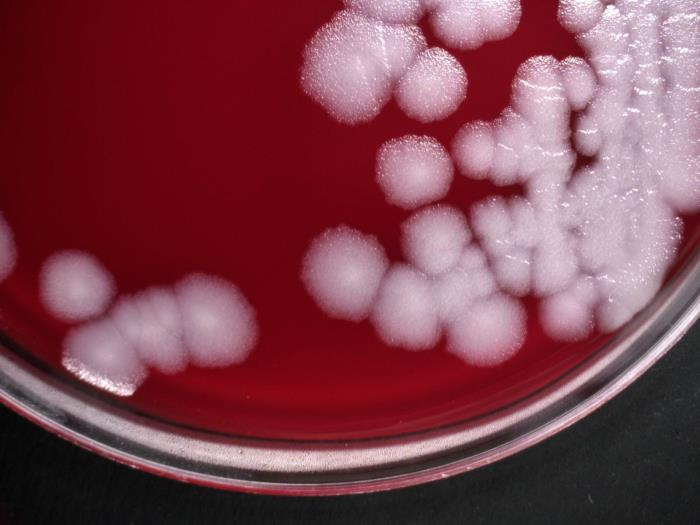
Бакпосев

### Морфология
Неподвижная крупная палочка 1—1,2 × 3—5 мкм, на микропрепаратах располагаются одиночно, попарно в организме или длинными цепочками на питательных средах. Концы клеток бацилл при световой микроскопии кажутся обрубленными или слегка вогнутыми (напоминая бамбуковую трость). Бактериальная клетка образует капсулы. Овальные эндоспоры чаще располагаются центрально.

### Культуральные свойства
Хемоорганогетеротроф, факультативный анаэроб, растёт на простых питательных средах (в том числе на МПА, МПБ) при 37 °C. Колонии крупные, волокнистые (характерная морфология типа «голова медузы» или «грива льва»), край колонии бахромчатый.

## Патогенность

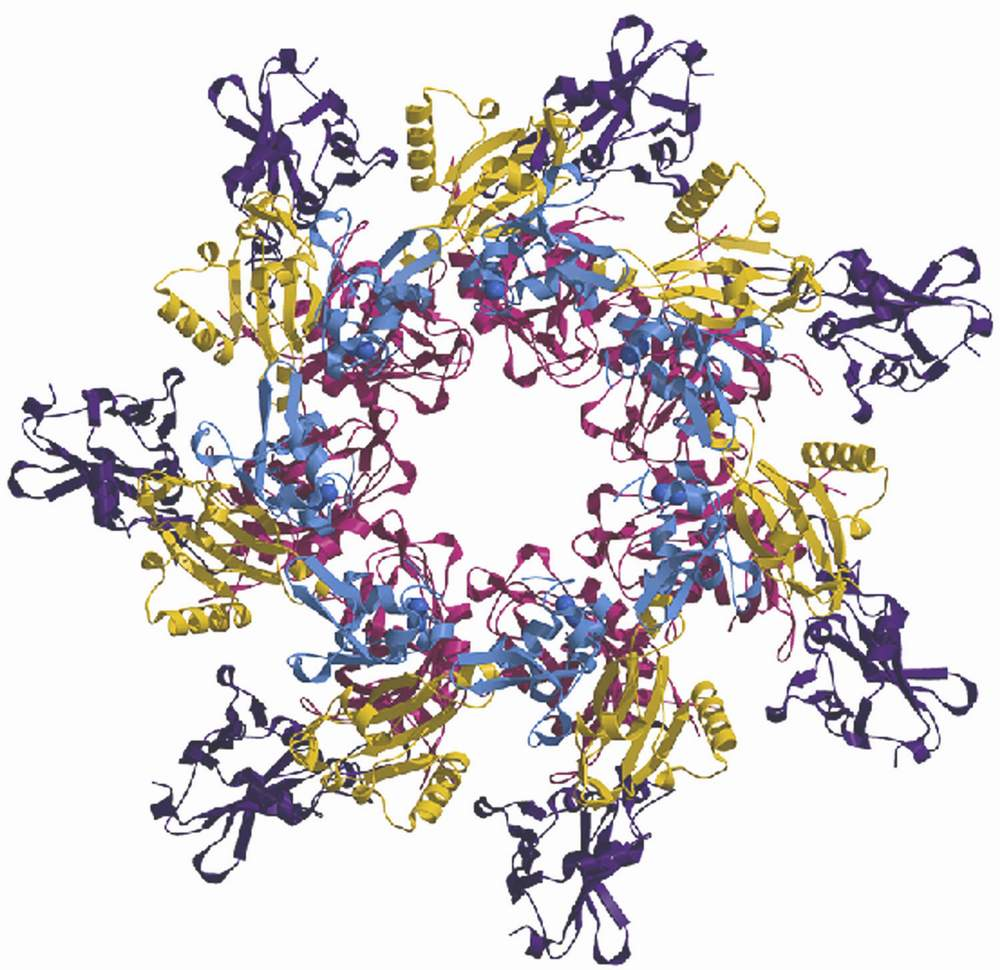
Протективный антиген B. anthracis

B. anthracis является возбудителем сибирской язвы, отнесён ко II группе патогенности. В факторы патогенности входят:
- Образование капсулы, обладающей антифагоцитарной активностью и адгезивными свойствами;
- Образование термолабильного трёхкомпонентного экзотоксина, состоящего из трёх компонентов — эдематозного компонента (вызывает воспаления, отёки), защитного протективного антигена (не обладает токсичностью) и летального компонента[3][4].

Механизм передачи возбудителя контактный от падшего и больного скота, заражённой спорами бактерии, находящимися в почве.
- Образование спор вне живого организма.

Бактерия Bacillus anthracis может сохраняться в форме спор, никак не проявляя себя, практически до бесконечности — до момента вдыхания, проглатывания или соприкосновения
с открытой раной, после чего она активизируется и вызовет смертельно опасную сибирскую язву.